# Ligue nationale flamande
 (janvier 2017).
Si vous disposez d'ouvrages ou d'articles de référence ou si vous connaissez des sites web de qualité traitant du thème abordé ici, merci de compléter l'article en donnant les références utiles à sa vérifiabilité et en les liant à la section « Notes et références ».
La Ligue nationale flamande (en néerlandais Vlaams Nationaal Verbond ou VNV) est un parti nationaliste flamand fondé le 8 octobre 1933 par Staf Declercq, qui obtint aux élections du 24 mai 1936 16 sièges à la Chambre des représentants, et 17 % des voix en Flandre aux élections de 1939. Ce parti se lança, pendant la guerre, dans la collaboration politique avec l'occupant nazi.

## Historique

### Avant-guerre
En novembre 1932, Staf Declercq, député nationaliste flamand du Frontpartij originaire du Pajottenland, n'est pas réélu. Il essaye alors de fédérer les nombreux et différents partis du courant nationaliste flamand. Il y parvint finalement en 1933 mais dut compter sur les nombreuses divergences entre les modérés et l'extrême-droite. Le programme, publié le 8 octobre 1933, est un compromis légèrement en faveur des radicaux et dans lequel l'accent est mis sur l'unification des Lage Landen dans une Grande Néerlande. Quelques groupes comme le limbourgeois modéré Katholieke Vlaamse Volkspartij (Parti populaire catholique flamand) n'y adhèrent finalement pas.
Staf de Clerq se fait nommer par le Conseil de gestion composé d'Hendrik Elias, Reimond Tollenaere, Gérard Romsée et Ernest Van de Berghe. Il se fait même appeler den Leider (le Chef). Le 23 octobre 1940, ce conseil de gestion s'agrandit avec l'arrivée de Frans Daels, Edgard Delvo, Jeroom Leuridan et Raymond Speleers. Quelque temps plus tard, Jan Timmermans en deviendra également membre.
Le 24 mai 1936, il prend part pour la première fois aux élections sous le nom de Vlaams Nationaal Blok (Bloc national flamand). Le succès est au rendez-vous, le VNV gagne 16 sièges à la chambre. En outre, le parti Rex quant à lui obtint 21 sièges (et 12 au sénat), ce qui persuade le Parti ouvrier belge (POB) de faire de la lutte anti-fasciste un point majeur de son programme.
Le 6 octobre 1936, il conclut avec le parti Rex, un accord secret pour fédéraliser la Belgique sous le trône de Léopold III. Cet accord sera suspendu en septembre 1937. En 1937, il réussit à incorporer, en partie grâce à Pieter Geyl, orangiste et promoteur de la Grande Néerlande et à l'écrivain néerlandais Carel Gerretson, le Frontpartij, un parti de tendance socialiste flamande.
Herman Vos, figure de proue du Frontpartij, le quitta dès lors pour le POB.
À partir d'avril 1937, le VNV reçoit du ministère allemand de la Propagande une allocation mensuelle d'une valeur actuelle d'environ 5 000 €. Après les élections de 1939, le VNV gagne un siège dans la circonscription d'Anvers et obtint le statu quo dans le reste des Flandres. Le parti Rex quant à lui voit son nombre de sièges diminuer à 4 à la chambre des représentants et à un seul au sénat.
Début 1939, le soutien allemand est augmenté à l'équivalent de 15 000 € mensuels actuels. Dans un tract électoral de 1939, il n'est pas fait mention de ce soutien et au contraire on y retrouve :
«Welnu, wij, Vlaamsche Nationalisten, wij zeggen: wij hebben twintig jaar gevochten voor het 'Los van Frankrijk', wij zullen met dezelfde hardnekkigheid vechten voor het 'Los van Duitschland'. Moest Hitler het in zijn bol krijgen, hier een voet probeeren te zetten, dan zullen wij in de eerste rangen staan om met ons lijf een levende borstweer te vormen tegen gebeurlijke overrompeling.»
« Eh bien, nous, les Nationalistes flamands, nous disons : nous avons lutté vingt ans pour nous dégager de la France, nous combattrons avec la même ténacité pour nous dégager de l'Allemagne. Si Hitler avait dans la tête d'essayer de mettre un pied ici, alors nous serions dans les premiers rang pour former avec nos corps une barrière vivante contre une attaque surprise. »

### Seconde Guerre mondiale
Le 10 mai 1940, l'Allemagne envahit la Belgique et bien que le VNV eut appelé à ne pas collaborer, Staf Declercq offrit ses services aux allemands. Pour le VNV, l'occupation allemande était vue comme l'occasion de sortir la Flandre du cadre belge et de faire de la Flandre un État indépendant sous la protection du Troisième Reich. En août 1940, la section en uniforme du VNV, la Grijze Brigade (Brigade grise) menée par Herman van Ooteghem, fut rebaptisée Zwarte Brigade (Brigade noire) et plus tard encore Dietsche Militie/Zwarte Brigade (Milice thioise/Brigade noire). Le 10 novembre 1940, Staf Declercq fit savoir dans un discours radiophonique que le VNV était à disposition de l'Allemagne et plaçait sa confiance en Hitler.
Le VNV soutint directement l'arrestation des juifs et appuya la politique fasciste comme en témoigne ce discours :
«Vlaanderen moet inschakelen in de Nieuwe Orde, geboren uit de nationaal-socialistische revolutie. Het VNV stelt zich ten doel het vestigen van de nieuwe orde in Vlaanderen. [...] Deze nieuwe politieke orde dient gevestigd te zijn, eensdeels op het beginsel van het leiderschap, andersdeels op het uitschakelen en verwerpen van alle instellingen (o.a. het Parlement), groeperingen (o.a. vakbonden) of uitingen die de organische eenheid der Volksgemeenschap aantasten of ondermijnen. [...] Ondertusschen hebben wij nog andere plichten te vervullen: a) Bekamping der hetze; b) Bekamping van den woeker; c) Strijd tegen de Joden.»
"La Flandre doit permettre l'Ordre Nouveau, né de la révolution nationale-socialiste. Le VNV a pour but d'établir l'ordre nouveau en Flandre. [...] Ce nouvel ordre politique doit être établi, en partie sur le principe du leadership, en partie sur l'élimination et le rejet de toutes les institutions (y compris le Parlement), des groupements (y compris les syndicats) ou des expressions qui nuisent ou atteignent l'unité organique de la Communauté. [...] Entretemps, nous avons d'autres devoirs à remplir: a) combat contre les campagnes de dénigrement, b) lutte contre les usuriers c) lutte contre les Juifs ».
L'entente avec le gouverneur militaire allemand de Belgique força le VNV à ne plus propager l'idée d'une unification en un Pays Thiois mais à la place une annexion de la Flandre à l'Allemagne pour former le Gross-Deutschland.
Le VNV obtint le droit d'être le seul parti politique à pouvoir organiser des manifestations. À partir du 20 avril 1941, le VNV fut actif dans le recrutement de troupes pour la Waffen SS. Le 5 mai 1941 il fusionne avec le Verdinaso et Rex-Flandre sous la pression des nazis pour donner le parti Eenheidsbeweging VNV. Entre-temps, DeVlag (qui à la fin de la guerre gagnera la bataille politique) acquit le soutien de la SS et devint un concurrent redoutable pour le VNV. En Wallonie, Rex devint le seul parti autorisé par l'occupant.
Alors qu'Hitler attaque l'URSS le 22 juin 1941, le VNV livre une Légion flamande pour y combattre. Le 22 janvier 1942, Reimond Tollenaere tombe, victime d'un feu ami. Reimond Tollenaere était vu par Staf de Clercq comme son éventuel successeur.
Le 13 août 1942, le premier convoi part de Malines pour le camp de concentration d'Auschwitz et le journal du VNV (Volk en Staat, en français "Peuple et État") mentionne : « Les opérations de nettoyage contre les juifs se succèdent de plus en plus et deviennent chaque jour plus importantes. Il semble que nous pourrons progressivement respirer avec plus d'espace autour de notre bureau rédactionnel et que maintenant, semaine après semaine, maisons et appartements dans le quartier sont libérés et que nous pouvons tranquillement nous promener de la maison au bureau et du bureau à la maison. »
Staf de Clercq meurt le 22 octobre 1942. Il est remplacé par le modéré Hendrik Elias. Elias continua le recrutement de volontaires pour le front de l'est et il tenta de gagner en influence auprès de l'administration militaire allemande sous les ordres du Général von Falkenhausen, alors que la SS était plus en faveur de ses concurrents DeVlag et la SS-Vlaanderen, bien que von Flakenhausen était résolument pour une approche belgiciste.
Le VNV s'enfonça de plus en plus dans la collaboration et se distancia de plus en plus de l'assentiment populaire. Alors qu'Hitler nommait Jef van de Wiele de DeVlag, gauleiter de Flandre, le VNV perdait toute son influence. En avril 1944, le VNV ne comptait plus que 10 000 membres, soit quatre fois moins que deux ans auparavant. En 1942 et en 1943 la résistance commença à commettre des actions contre les collaborateurs du VNV. En 1942, 6 membres du VNV furent tués et sur les mois d'octobre et de novembre, 13 attentats à la bombe visèrent le VNV. En 1943, la résistance tua 57 autres membres. Le VNV, au moyen de son propre service de renseignements, mena des représailles contre la résistance.

### Après-guerre
Pendant la répression d'après-guerre, les dirigeants du VNV sont arrêtés et presque tous condamnés. Hendrik Elias écrira durant son emprisonnement (jusqu'en 1959, année où il fut libéré pour raisons de santé) divers travaux historiques sur le mouvement flamand ainsi que ses mémoires politiques. Frans Van der Elst, fondateur de la Volksunie, le visita régulièrement en cellule et se servit de ses visions fédéralistes lors de la fondation de ce parti. Elias décéda à Uccle le 2 février 1973.

## Politique
Le VNV a hébergé différentes tendances, du fédéralisme modéré au "Grand-Néerlandisme" en passant par les autonomistes flamands, et des démocrates aux autoritaires et antiparlementaires. Staf de Clercq eut la tâche difficile de rassembler et maintenir unis ces différentes ailes. Il n'eut pas peur de recourir à des tactiques machiavéliques.
Un représentant de l'aile modérée (anglophile) était par exemple Hendrik Elias, qui pendant son séjour en Italie avait été dégoûté du fascisme. Le national-socialiste Reimond Tollenaere était par contre un membre de l'aile radicale. Ces ailes purent coexister grâce à la gestion autoritaire de de Clercq.
Pendant la Seconde Guerre mondiale, l'aile démocratique s'est affaiblie et a permis à la nature fasciste du parti de se développer jusqu'à faire évoluer le VNV en un parti collaborationniste fasciste. Le VNV put compter sur quelques petits « groupes d'action » qui reçurent le soutien de l'occupant. La concurrence avec DeVlag et l'Algemeene-SS Vlaanderen poussa très certainement le VNV plus loin dans la collaboration.
Reimond Tollenaere était le successeur désigné à la mort de de Clercq jusqu'à son décès sur le Front de l'Est. Plus modéré dans un certain nombre de domaines, Henrik Elias finira par suivre les traces de son chef, Staf de Clercq, après la mort de celui-ci. Elias renforça le pouvoir autoritaire du chef si bien que l'on ne fit plus appel au conseil de gestion du VNV. Il n'était pas vraiment un frein impuissant dans la tourmente de plus en plus fanatique du cours de la guerre, mais Elias essaya bien dans la mesure du possible de soutenir l'administration militaire allemande non-nazifiée. Ainsi, tôt dans la guerre, l'avis de Berlin que la création d'une Grande-Néerlande serait interdite, ce qui mena quelques groupes de Nederland Eén! et quelques membres du Verdinaso à entrer dans la résistance. L'administration militaire allemande de Alexander von Falkenhausen et de Eggert Reeder se prononçait même pour une approche belgiciste mais Elias choisit une collaboration réfléchie avec la SS de Himmler.
Pourtant le VNV continua d'exister et bien qu'au fil de la guerre la sympathie populaire ne fit que diminuer, il poussa de plus en plus loin la collaboration. À la fin de la guerre, durant la fuite en Allemagne devant l'avance des Alliés, le VNV fut dissous par Jef van de Wiele de De Vlag qui avait été nommé gauleiter de Flandre et avait déclaré celle-ci partie intégrante de l'empire allemand. Elias fut invité à siéger au gouvernement « rebelle » mais il refusa, ce qui lui coûta la liberté le temps que la Belgique soit libérée.
Theo Brouns fut le seul dirigeant du parti à être exécuté pour sa participation dans la lutte contre la résistance.

## Personnalités
| Hendrik Borginon | Ward Hermans          | Jan Timmermans        |
| Auguste Borms    | Magda Haegens         | Reimond Tollenaere    |
| Theo Brouns      | Edgar Lehembre        | Amedee Verbruggen     |
| Staf de Clercq   | Jeroom Leuridan       | Ernest van den Berghe |
| Frans Daels      | Herman van Puymbrouck | Odile van den Berghe  |
| Edgar Delvo      | Joannes Seghers       | Hilaire Gravez        |
| Hendrik Elias    | Reimond Speleers      | Jetje Claessens       |
| Gérard De Paep   | Bert Peleman          | Maurice Ponette       |

## Sources
- (nl) Cet article est partiellement ou en totalité issu de l’article de Wikipédia en néerlandais intitulé « Vlaams Nationaal Verbond » (voir la liste des auteurs).